# Procaviidae
Gli iraci o procavie (Procaviidae Thomas, 1892) sono una famiglia di mammiferi presenti soprattutto in Africa, ma anche nel Medio Oriente. Sono gli unici rappresentanti dell'ordine Iracoidei (Hyracoidea Huxley, 1869).
Sono noti in afrikaans come dassie (probabilmente perché i boeri li avevano originariamente scambiati per tassi, das in olandese). Il loro nome swahili è pimbi.
Gli iraci hanno zampe corte, pelo folto, corpo tondeggiante simile a quello di un coniglio ben nutrito, e una coda appena accennata. Hanno una lunghezza compresa fra i 30 e i 70 cm e pesano fra i 2 e i 5 kg. Si nutrono principalmente di erba, foglie, corteccia, radici e bulbi, ma occasionalmente possono mangiare anche qualche insetto. Sono animali prevalentemente diurni e amano stare accovacciati al sole a scaldarsi.

## Sistematica ed evoluzione
L'aspetto di questi piccoli erbivori è straordinariamente simile a quello dei roditori, con i quali però non sono imparentati. Gli iracoidei hanno una lunga storia, solo parzialmente svelata dai paleontologi, e si ritiene che dal punto di vista filogenetico siano invece legati ad animali di aspetto completamente diverso quali gli elefanti.
In passato, l'ordine Hyracoidea era molto più diversificato e diffuso di oggi. Sono stati ritrovati fossili di iracoidei di oltre 40 milioni di anni fa (Namahyrax, Seggeurius). Per molto tempo gli iraci furono i più diffusi erbivori in Africa, con dimensioni variabili da quelle di un topo (Dimaitherium, Saghatherium) a quelle di un piccolo cavallo (ad es. Megalohyrax e Titanohyrax). Si svilupparono numerose forme aberranti, come Antilohyrax, simile a una gazzella. Durante il Miocene, gli iracoidei subirono la competizione dei bovidi, erbivori molto più efficienti, e dovettero adattarsi ad habitat di nicchia. Ciononostante, ancora alla fine del Pliocene (2 milioni di anni fa), moltissime specie sopravvivevano in Africa, Europa e Asia; in quest'ultimo continente si rinvengono i resti di Kvabebihyrax, il cui aspetto e abitudini di vita dovevano ricordare quelli dei moderni ippopotami.

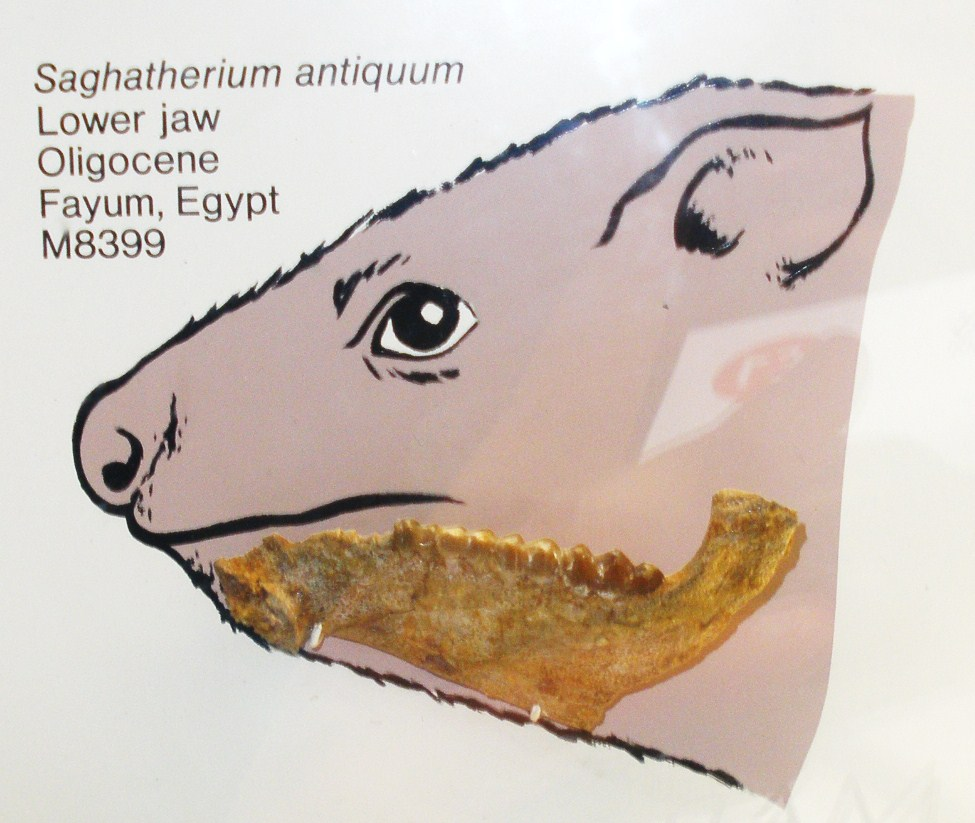
Saghatherium antiquum
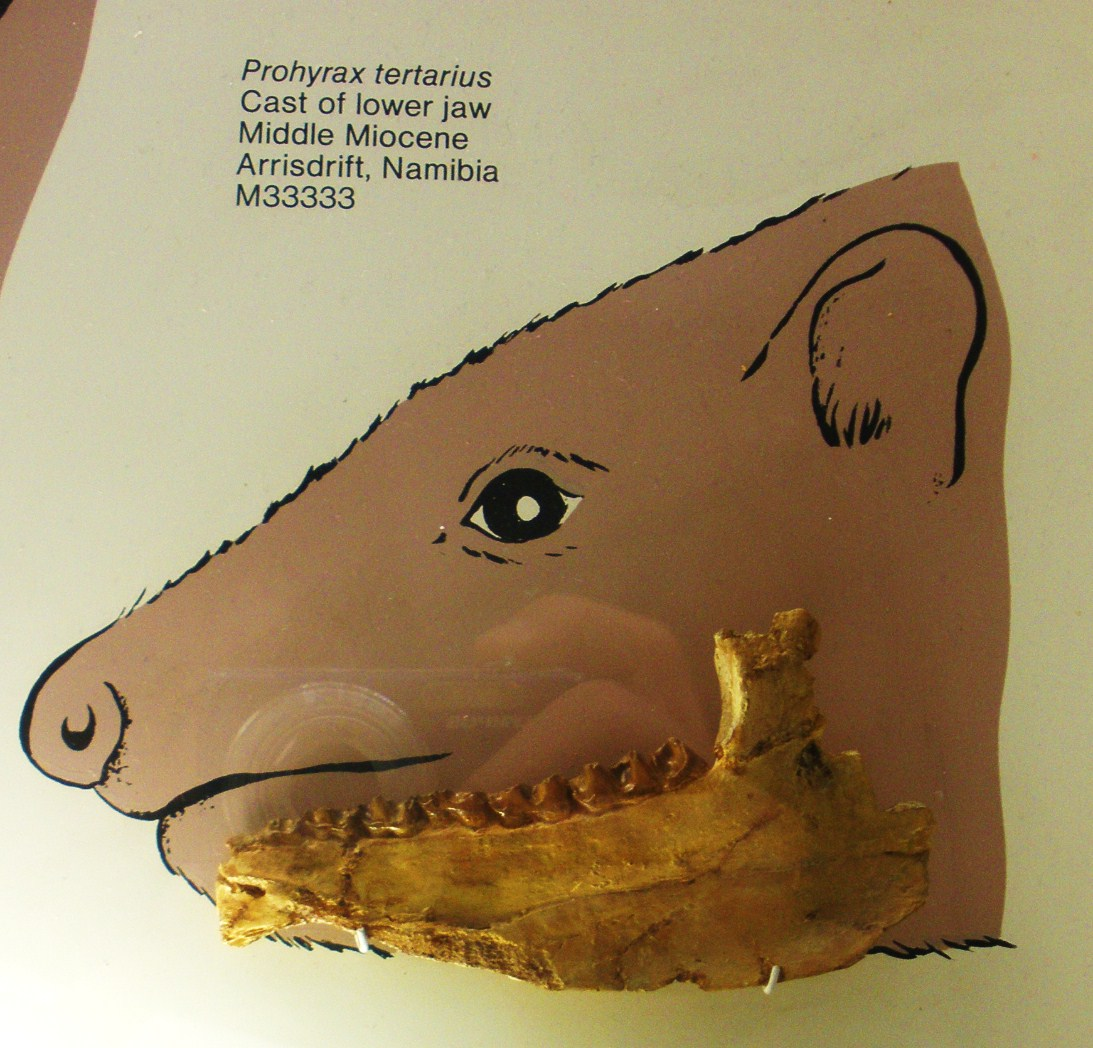
Prohyrax tertiarius
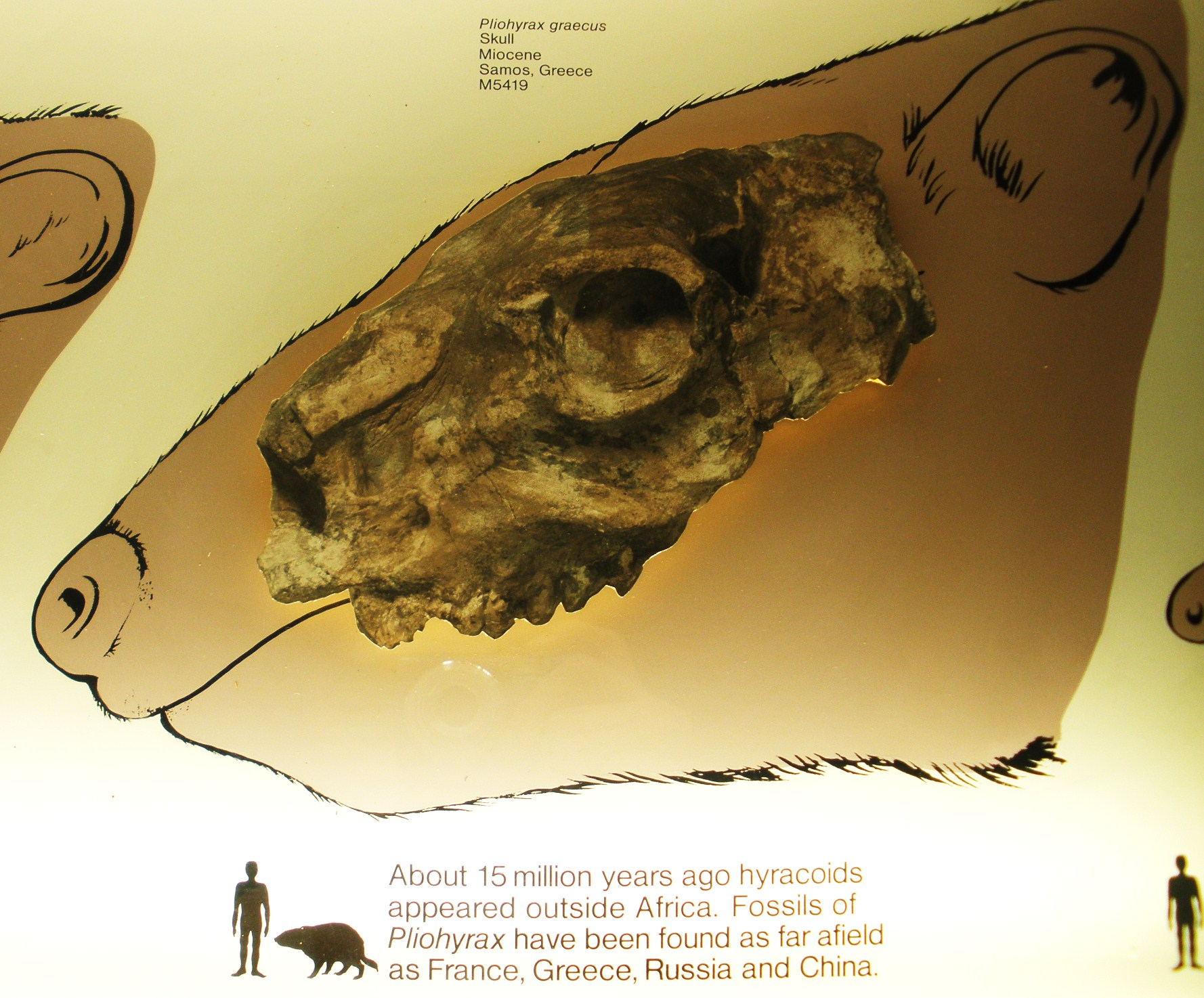
Pliohyrax graecus
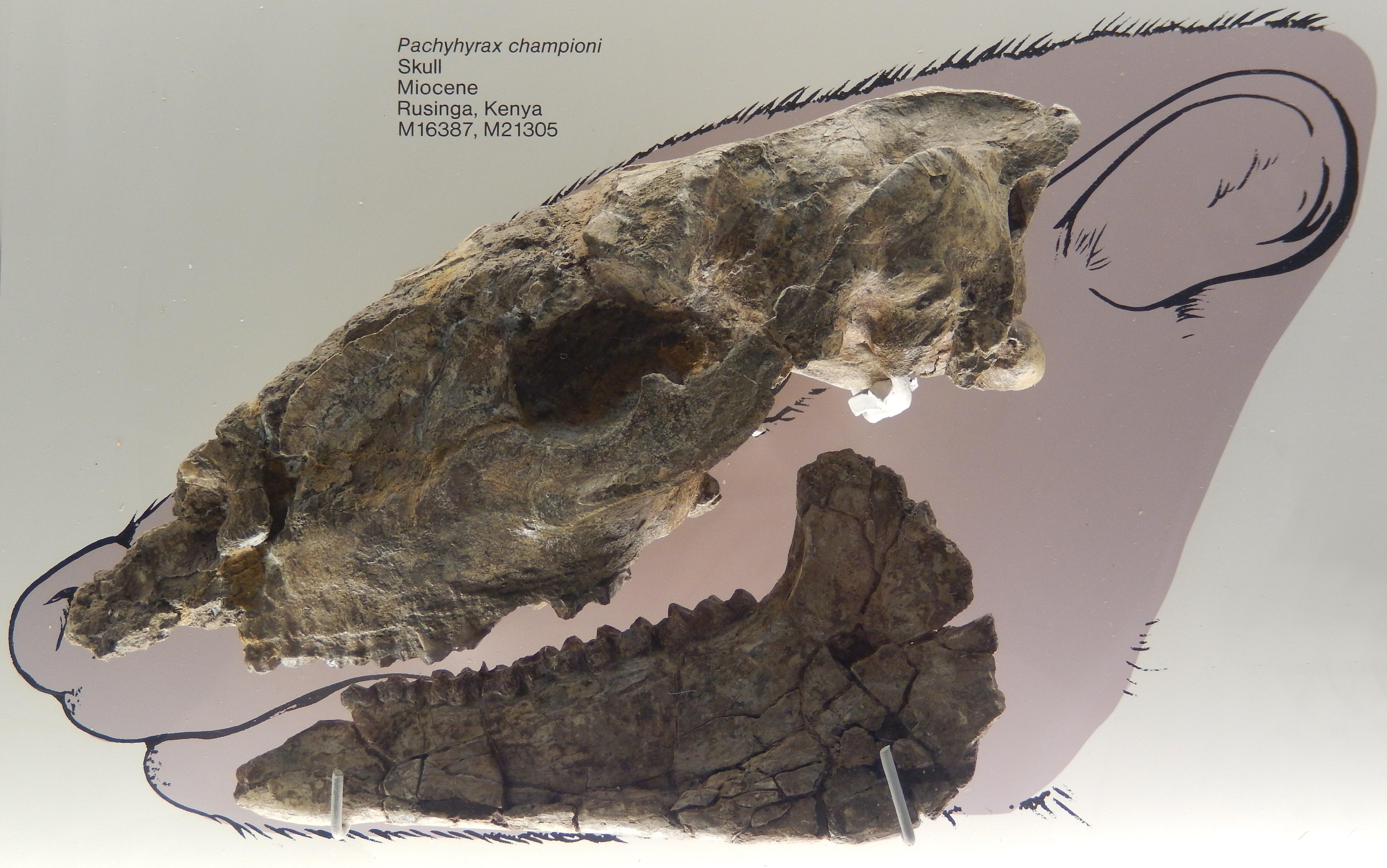
Afrohyrax championi
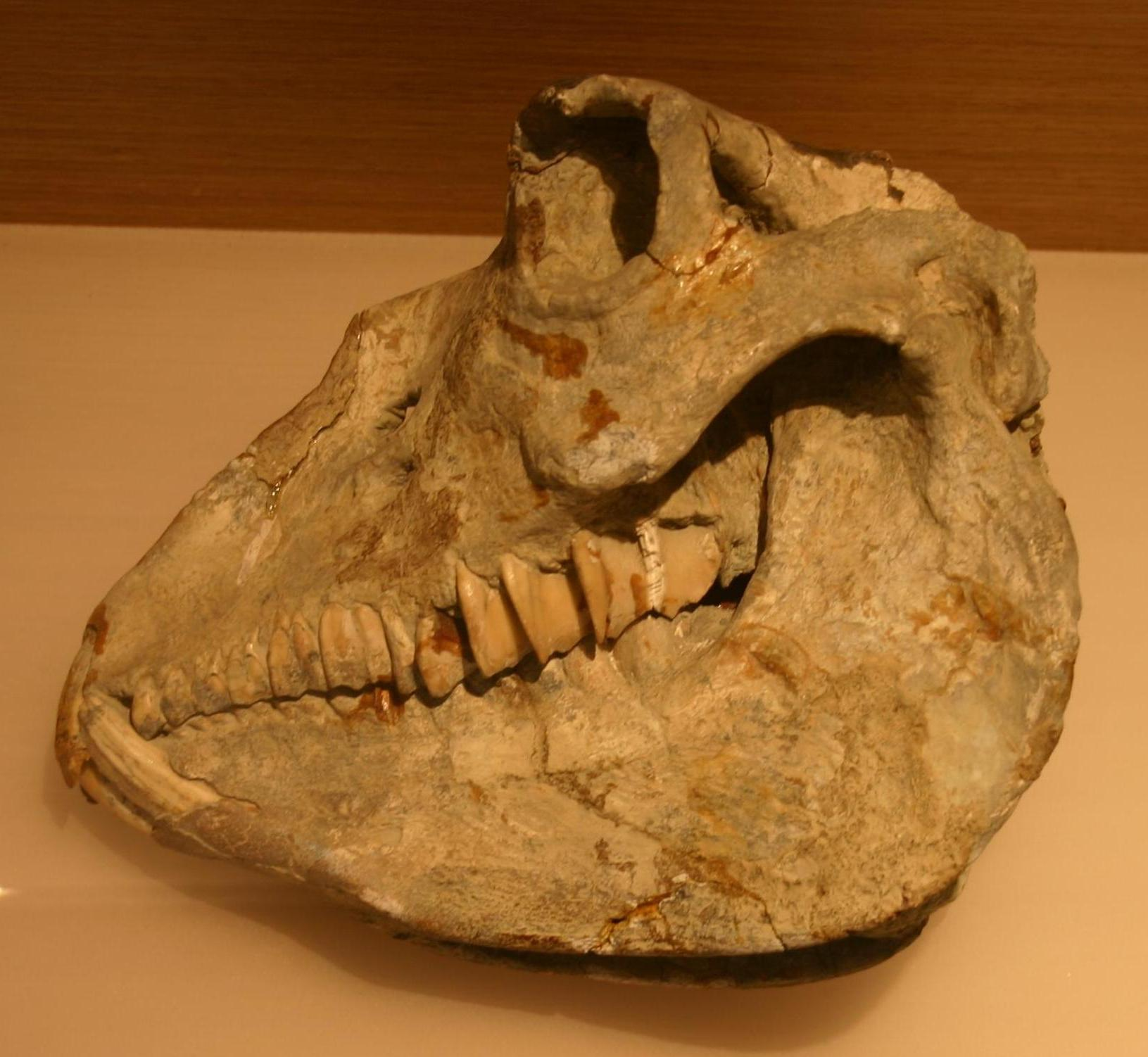
Kvabebihyrax kachethicus

I discendenti degli antichi iracoidei giganti seguirono due linee evolutive principali. Alcune specie divennero di dimensioni più piccole, e diedero origine agli iraci moderni. Altre rimasero di grandi dimensioni e una parte di essi imparò a vivere nell'acqua; si pensa che da questa seconda linea derivino i proboscidati e i sirenidi. L'analisi del DNA conferma la teoria di una forte parentela fra iraci ed elefanti, e anche oggi questi due gruppi hanno molte caratteristiche fisiche in comune, come la forma delle unghie, l'udito, i cuscinetti sensibili sotto le zampe, la forma dei denti, la buona memoria, e la forma di alcune ossa.

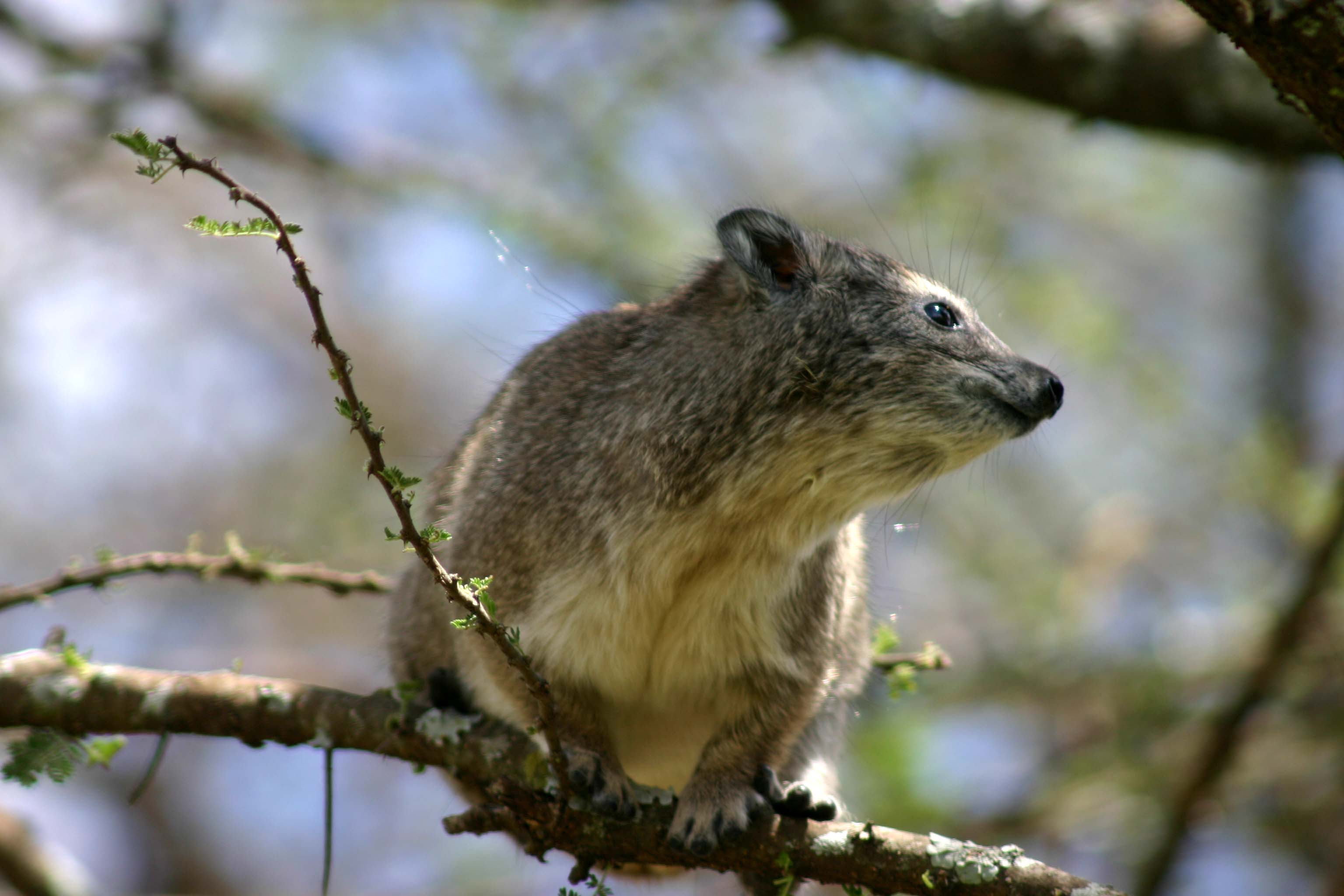
Dendrohyrax arboreus nel Serengeti National Park, Tanzania

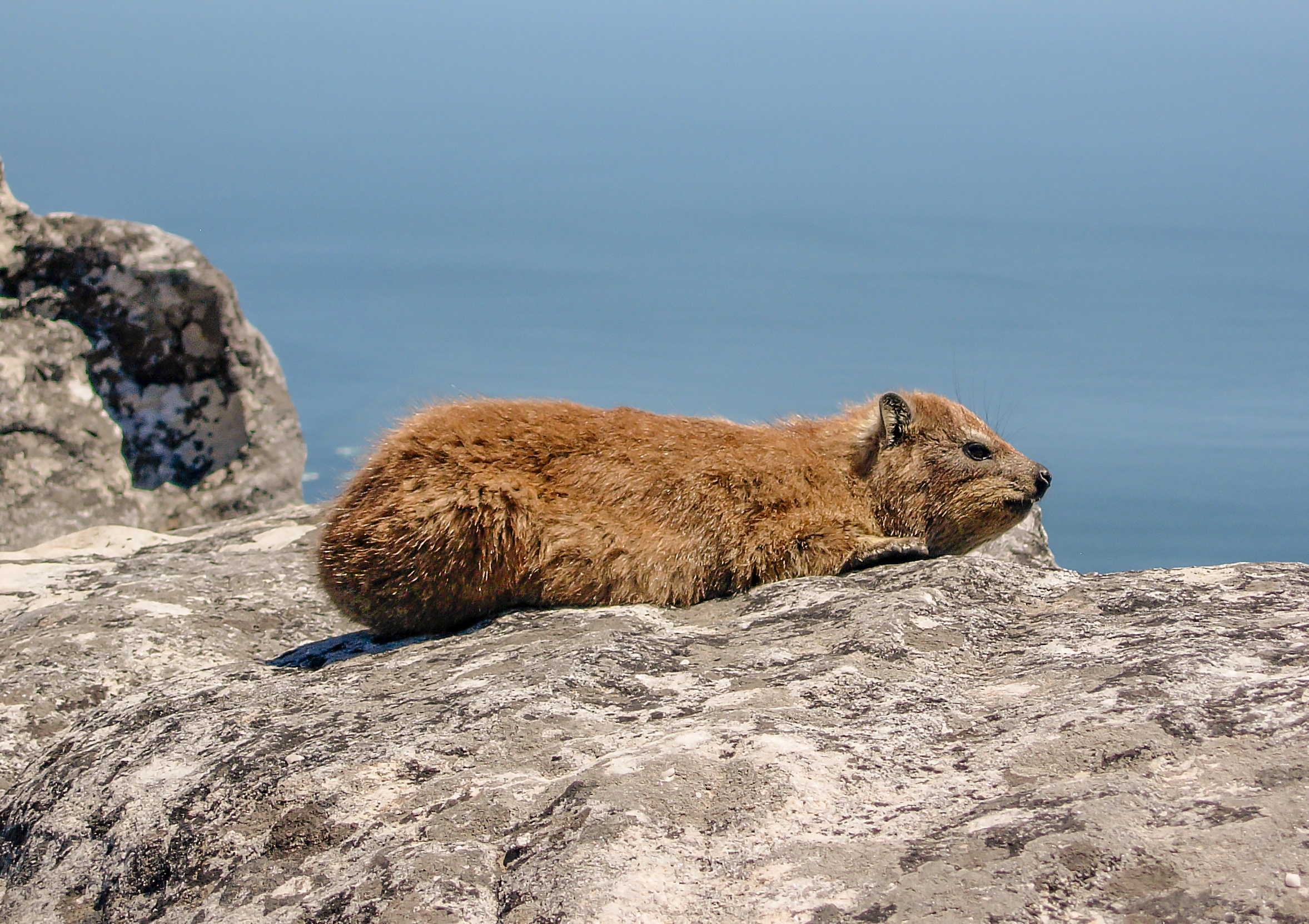
Procavia capensis che prende il sole, Table Mountain, Sudafrica

Gli iraci moderni conservano molte caratteristiche dei loro antenati preistorici, per esempio un sistema di regolazione termica poco sviluppato, che li costringe a scaldarsi stando in gruppo e passando molto tempo al sole come i rettili. A differenza di altri animali con diete simili, non hanno incisivi molto sviluppati, e per tagliare usano soprattutto i denti laterali. Hanno uno stomaco complesso che consente loro di digerire le fibre con un'efficienza paragonabile a quella degli ungulati.

### Classificazione
La classificazione delle specie di iraci esistenti è stata discussa dagli studiosi fino a tempi recenti. Fino al 1995 si consideravano circa una dozzina di specie diverse, mentre oggi il numero è stato ridotto a quattro specie principali, con oltre 40 sottospecie.
- Ordine Hyracoidea
  - Famiglia Procaviidae
    - Genere Dendrohyrax
      - Dendrohyrax arboreus (A. Smith, 1827) (procavia arboricola)
      - Dendrohyrax dorsalis (Fraser, 1855) (procavia occidentale)

    - Genere Heterohyrax
      - Heterohyrax brucei (Gray, 1868) (procavia delle steppe)

    - Genere Procavia
      - Procavia capensis (Pallas, 1766) (procavia delle rocce)

## Nell'area del Mediterraneo
Diffusi in Medio Oriente, gli iraci erano noti ai popoli antichi del bacino mediterraneo.
Quando giunsero nella Penisola iberica, i Fenici fecero un errore opposto a quello dei moderni boeri, scambiando per iraci i conigli; da questo errore viene il nome "Spagna" (in latino Hispania, termine che peraltro indicava tutta la Penisola Iberica), evoluzione di i-shaphanim, "isola/penisola degli iraci". Analogamente, molti traduttori europei della Bibbia hanno tradotto erroneamente l'ebraico שפן, shaphan ("irace"), con "coniglio".
Nel libro del Levitico viene formulato il divieto di cibarsene poiché, pur essendo ritenuto ruminante, non ha unghia divisa: pertanto viene considerato un animale "non-kasher" nella pratica di vita ebraica. Nel salmo 104 (un inno di lode a Dio per le meraviglie del creato), questi animali vengono così citati al versetto 18: «Le alte montagne sono per i camosci, le rocce sono rifugio per gli iraci».